# Вятка (Курганская область)
Вятка — деревня в Кетовском районе Курганской области. Входит в состав Раковского сельсовета.

## История
По данным на 1926 год в административном отношении входила в состав Раковского сельсовета Утятского района Курганского округа Уральской области.

## Население
| 1989 | 2002 | 2010 |
| ---- | ---- | ---- |
| 29   | ↘15  | ↘13  |